# Långtjärnen (Piteå socken, Norrbotten, 726944-170691)
Långtjärnen är en sjö i Piteå kommun i Norrbotten och ingår i Åbyälvens huvudavrinningsområde. Sjön har en area på 0,07 kvadratkilometer och ligger 331,3 meter över havet.

## Delavrinningsområde
Långtjärnen ingår i det delavrinningsområde (727028-170711) som SMHI kallar för Ovan 726552-171104. Medelhöjden är 357 meter över havet och ytan är 35,75 kvadratkilometer. Räknas de 46 avrinningsområdena uppströms in blir den ackumulerade arean 597,25 kvadratkilometer. Avrinningsområdets utflöde Åbyälven mynnar i havet. Avrinningsområdet består mestadels av skog (83 procent) och sankmarker (14 procent). Avrinningsområdet har 0,95 kvadratkilometer vattenytor vilket ger det en sjöprocent på 2,7 procent.